# Dean Heller
Dean Heller (sinh ngày 10 tháng 5 năm 1960) là thượng nghị sĩ Hoa Kỳ cấp cao của Nevada. Ông là một thành viên của đảng Cộng hòa Hoa Kỳ và đã ở trong Thượng viện từ ngày 9 tháng 5 năm 2011. Ông đã ở Hạ viện Hoa Kỳ từ năm 2007 đến năm 2011.
Heller sinh ngày 10 tháng 5 năm 1960 tại Castro Valley, California. Ông tốt nghiệp Đại học Southern California. Anh ta kết hôn với Lynne Heller. Họ có bốn đứa con.